# دومينيكا كاناكوفا
دومينيكا كاناكوفا مواليد 25 فبراير 1991 في فريدك-ميستك، تشيكوسلوفاكيا، هي لاعبة كرة مضرب تشيكية. أعلى تصنيف لها في الفردي كان 723. أعلى تصنيف لها في الزوجي كان 645.

## النهائيات

### الفردي (0–2)
| الحصيلة | الرقم | التاريخ       | الدورة       | الأرضية | المنافس             | النتيجة            |
| ------- | ----- | ------------- | ------------ | ------- | ------------------- | ------------------ |
| الوصافة | 1.    | 28 أغسطس 2007 | براغ، التشيك | ترابية  | سونا نوفاكوفا       | 6–1, 2–6, 6–7(5–7) |
| الوصافة | 2.    | 24 أغسطس 2009 | براغ، التشيك | ترابية  | مارتينا كابيتشيكوفا | 4–6, 1–6           |

## روابط خارجية
- دومينيكا كاناكوفا على موقع رابطة محترفات التنس (الإنجليزية)
- دومينيكا كاناكوفا على موقع الاتحاد الدولي لكرة المضرب (الإنجليزية)